# Imogen Poots
Imogen Poots (sinh ngày 3 tháng 6 năm 1989) là một nữ diễn viên người Anh. Cô từng đóng vai Tammy trong bộ phim kinh dị khoa học viễn tưởng hậu tận thế 28 tuần sau, Linda Keith trong phim tiểu sử về Jimi Hendrix Jimi: All Is by My Side (2013), Debbie Raymond trong bộ phim tiểu sử về Paul Raymond The Look of Love (2013) và Julia Maddon trong bộ phim hành động Mỹ Đam mê tốc độ (2014). Năm 2016, cô thủ vai Kelly Ann trong sê-ri của Showtime Roadies.